# Pollutec
Pollutec est un salon annuel essentiellement dédié aux secteurs économiques des technologies environnementales, et en particulier à la dépollution. Créé en 1978, il est localisé au parc Eurexpo de Chassieu en banlieue de Lyon. Il réunit des professionnels de l'industrie, de l'environnement, des villes et des territoires sur le thème des solutions aux problèmes environnementaux.

## Historique
Le salon Pollutec est créé en 1978. À cette époque, Pollutec est un regroupement de plusieurs salons monothématiques qui portent sur l’eau, les déchets, l’air et le bruit.
Au fur et à mesure des éditions, Pollutec est reconnu comme l'événement français de référence pour les professionnels de l'environnement.
L'édition 2018 du salon Pollutec accueille 2 200 entreprises et 73 000 visiteurs de 128 pays différents et quatorze secteurs d'activité. Environ deux cents innovations y sont présentées, et quatre cent cinquante conférences sont tenues. Comme de nombreux autres évènements, le salon souffre de la pandémie de Covid-19 et son édition 2020 est reportée à 2021 ; cette dernière édition rassemble également environ 2 200 entreprises, mais une partie des conférences est programmée en ligne en plus d'être physiquement organisée à Eurexpo,,.

## Thématiques
Le salon Pollutec se veut « une vitrine des solutions environnementales pour l'industrie, la ville et les territoires, et un tremplin pour les innovations du marché et le développement à l'international ». Son domaine recouvre toutes les éco-technologies, aussi bien en ce qui concerne les technologies appliquées que la recherche et développement.
Quatorze thématiques principales sont représentées : le nettoyage et l'hydrocurage ; la collecte, la logistique et le stockage ; le traitement des déchets ; le recyclage, le réemploi matière et matériaux ; les sites et sols pollués ; les risques ; l'énergie ; ville et bâtiment durables ; l'air, les odeurs et les bruits ; l'instrumentation, la métrologie et l’analyse ; la gestion de la ressource en eau ; la gestion des réseaux et la performance des procédés ; la biodiversité et les milieux naturels ; la mer et les côtes.

## Accueil
L'accès au salon est payant pour les visiteurs, sauf en 2021 du fait de la crise sanitaire ; cette année-là, une inscription préalable en ligne est toutefois nécessaire et un passe sanitaire demandé.
Pollutec accueille 61 992 visiteurs en 2014 et 70 076 en 2018. En 2020, compte tenu de la crise sanitaire, seuls 46 000 visiteurs font le déplacement, mais cette fréquentation est jugée bonne du fait du contexte.